# Lwow (Adelsgeschlecht)

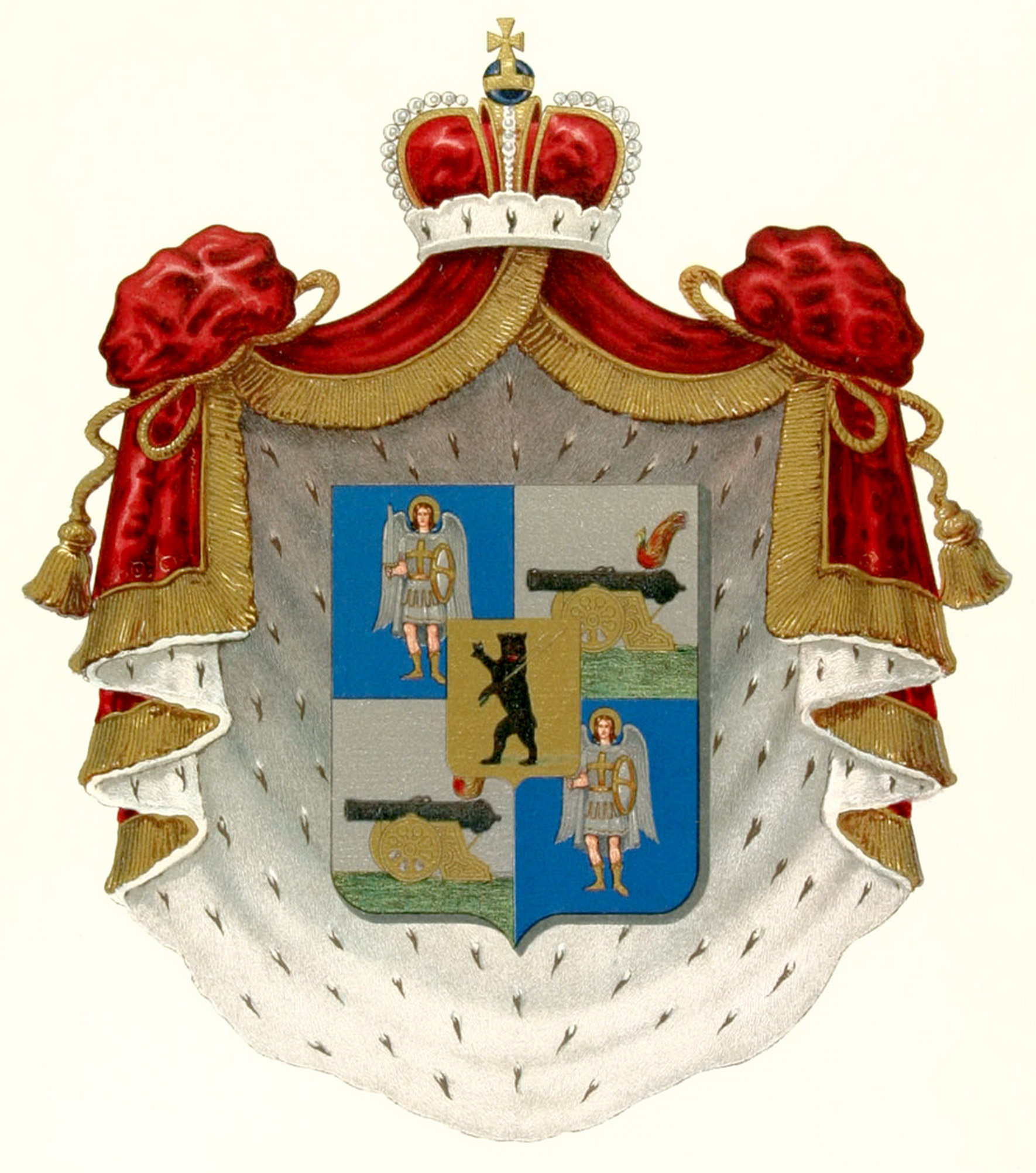
Das Wappen des Hauses Lwow

Die Fürsten Lwow (russisch Львов) sind ein bis heute bestehendes russisches Adelsgeschlecht. Sie gehören den Rurikiden an, speziell der Linie der Jaroslawler Fürsten. Das Haus Lwow brachte vor allem im 17. Jahrhundert sowie im späten 19. und frühen 20. Jahrhundert bedeutende staatliche, gesellschaftliche und militärische Persönlichkeiten hervor.

## Einige Namensträger
- Alexei Fjodorowitsch Lwow (1798–1870), russischer Violinist und Komponist
- Georgi Jewgenjewitsch Lwow (1861–1925), erster Ministerpräsident der Russischen Republik
- Marija Alexejewna Lwowa, geborene Djakowa (1755–1807), eine der bekanntesten Musen der russischen Aufklärung
- Nikolai Alexandrowitsch Lwow (1753–1804), russischer Vertreter der Aufklärung und Architekt des Klassizismus
- Nikolai Nikolajewitsch Lwow (1865–1940), russischer Adliger, Offizier und Autor
- Wladimir Nikolajewitsch Lwow (1872–1930), russischer Politiker (Zentristen), Oberprokuror der Heiligen Synode

## Wappen
Das fürstliche Wappen (1798) zeigt im gevierten Schild, belegt mit einem Herzschild, darin ein rechtsgekehrter aufgerichteter Bär, eine goldene Hellebarde schulternd (Jaroslawl). In 1 und 4 in Blau den heiligen Michael mit goldenem Nimbus, Schild und Flammenschwert in silberner römischer Rüstung und Mantel (Kiew). In 2 und 3 in Silber auf grünem Boden eine goldene Lafette mit linksgekehrtem schwarzen Kanonenrohr, auf dessen rechtem Ende ein linksgekehrter natürlicher Paradiesvogel steht (Smolensk). Prachtstücke: Fürstenmantel mit Fürstenhut.